# Kronsgaard
Kronsgaard ist eine Gemeinde im Kreis Schleswig-Flensburg in Schleswig-Holstein. Sie liegt in der Landschaft Angeln an der Ostsee.

## Geographie

### Lage
Die Gemeinde Kronsgaard liegt nahe der Geltinger Bucht, einer Ausbuchtung der Ostsee in der Region Angeln. Aufgrund dieser Lage wurde die Gemeinde dem Amt Geltinger Bucht zugeordnet. Unweit südlich von Kronsgaard liegt der Zugang zur Schlei. Kronsgaard liegt im Übrigen etwa auf Meeresniveau und damit auf 0 m ü. NN.

### Ortsteile
Breede (dänisch: Brede), Boysenfeld (Boysensmark), Domstag (Dommedag), Düttebüll (Dyttebøl), Golsmaas (Galtmose, auch Golsmose), Klorr, Langfeld (Langmark) und Pottloch (Puthul) liegen im Gemeindegebiet.

### Nachbargemeinden
Kronsgaard ist Teil des Kreises Schleswig-Flensburg. Nördlich und nordwestlich liegt die Gemeinde Pommerby, südlich und südwestlich die Gemeinde Hasselberg. Im Osten grenzt Kronsgaard an die Ostsee.

## Geschichte
Kronsgaard wurde im Jahr 1535 erstmals als Hofanlage erwähnt, wobei sich der Name aus dem dänischen Gaard oder Gård für Hof und der Krone als Hinweis auf den königlichen Besitz zusammensetzt. Es handelte sich also um einen Gutshof in königlichem Besitz. Auf einer Karte des 16. Jahrhunderts von Marcus Jordanus erscheint der Ort als Crongart. Der Hof wurde abgerissen und die Steine wurden als Baumaterial für das nahe Gelting gelegene Gut Ohrfeld verwendet. Anfangs gehörte der Ort zum Gut Buckhagen, später zum Gut Düttebüll.
Das Dorf Düttebüll, das heute zum Gemeindegebiet gehört, wurde im Jahr 1409 erstmals erwähnt. Das jungsteinzeitliche Großsteingrab Kronsgaard lag im Gemeindegebiet. Kirchlich gehörte Kronsgaard zum Kirchspiel Gelting.
Im Jahre 1922 versank ein Dampfer der Mürwiker Torpedostation namens Antrax bei Kronsgaard. Zwölf Marinesoldaten starben.

## Politik

### Gemeindevertretung
Bei der Kommunalwahl am 14. Mai 2023 wurden insgesamt neun Sitze vergeben. Von diesen erhielt die Kommunale Wählergemeinschaft Kronsgaard fünf Sitze und die CDU vier Sitze.

### Wappen
Blasonierung: „In Blau eine goldene Krone über einem silbernen Kreuz, dessen Querholz in Nagelspitzen und dessen Langholz oben in einem Ring mit Öse und unten in einer Kugel endet.“
Das Wappen stellt den Kronsgaarder Totenschlüssel dar. Dieser wird bei einem Todesfall von Haus zu Haus getragen, um die Nachbarn in Kenntnis zu setzen.

## Kultur und Sehenswürdigkeiten

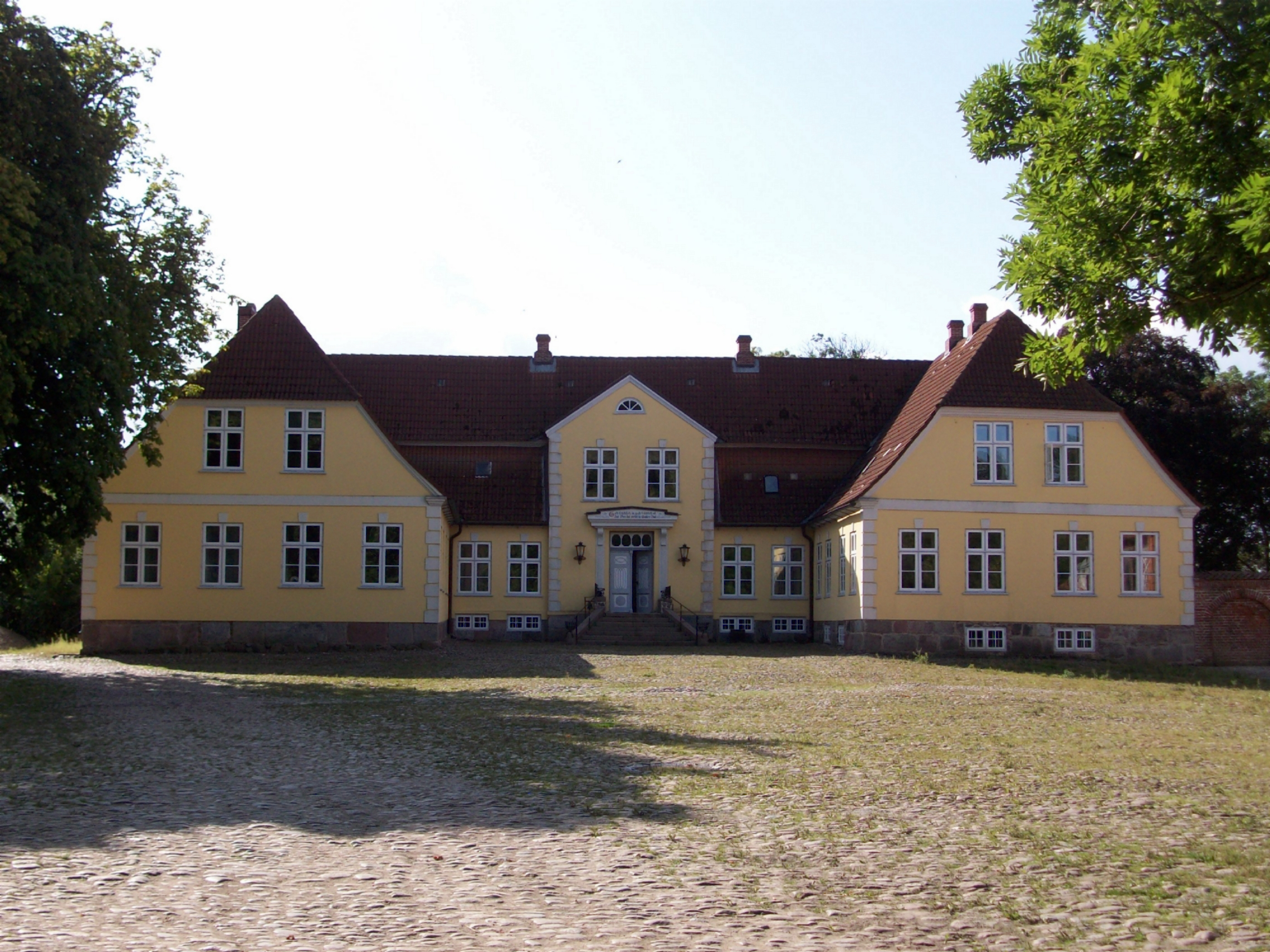
Das Haupthaus des Gutes Düttebüll

In der Liste der Kulturdenkmale in Kronsgaard stehen die in der Denkmalliste des Landes Schleswig-Holstein eingetragenen Kulturdenkmale.
Gut Düttebüll
Gut Düttebüll wurde 1554 als Adelssitz angelegt. Das Herrenhaus wurde 1785 erheblich umgebaut. Neben dem Herrenhaus sind Wirtschaftsgebäude, eine Brücke und eine Lindenallee erhalten. Es ist komplett von einem Wassergraben umgeben. Das Gut ist in Privatbesitz und kann nicht besichtigt werden.

## Wirtschaft und Verkehr
Landwirtschaft und Tourismus prägen das Gemeindegebiet, wobei sich der Tourismus besonders auf den Ortsteil Golsmaas, der an der Ostsee liegt, konzentriert. Der wesentliche Bereich von Golsmaas besteht aus dem im Jahr 1965 errichteten DEW-Feriendorf, welches aus mehr als 60 Ferienhäusern besteht. Kronsgaard hat einen fast drei Kilometer langen Naturstrand.

## Persönlichkeiten
- Christoph Ludwig Vollertsen (* 1754 in Düttebüll; † 1841 in Hütten), evangelisch-lutherischer Geistlicher